# Cổ Lâu, Từ Châu
Cổ Lâu (chữ Hán giản thể: 鼓楼区, âm Hán Việt: Cổ Lâu khu) là một quận thuộc địa cấp thị Từ Châu, tỉnh Giang Tô, Cộng hòa Nhân dân Trung Hoa. Quận này có diện tích 212 km², dân số năm 2005 là 381.000 người.
Về mặt hành chính, quận này được chia ra 8 nhai đạo biện sự xứ: Phong Tài, Hoàn Thành, Tì Bà, Đồng Bái, Bài Lâu, Hoàng Lâu, Kim Sơn Kiều, Đông Hoàn.